# Honkies pon the case
Honkies pon the case är ett album utgett av Chilly White (Kent Westerberg) och Kenny Peach (Kent Irén) 1993.

## Låtlista
1. "Without You" (Harry Nilsson/Pete Ham/Tom Evans) – 3:21
2. "Stop That Train" (Derrick Harriot/Winston Jones) – 3:23
3. "Over and Done" (Kent Irén/Kent Westerberg) – 3:35
4. "I Started a Joke" (Barry Gibb/Maurice Gibb/Robin Gibb) – 2:52
5. "I'm a Believer" (Neil Diamond) – 3:09
6. "Streettalking" (Kent Irén/Kent Westerberg) – 3:30
7. "OK Fred" (Kent Irén/Kent Westerberg) – 3:38
8. "I'll Be Around (Whenever You Want Me)" (Phil Hurtt/Thom Bell) – 3:37
9. "Walking Away from Love" (Kent Irén/Kent Westerberg/Hällström) – 3:39
10. "Belong to Another" (Kent Irén/Kent Westerberg/Donald Dennis/Paul Crossdale) – 3:28
11. "Sorrow and Pain" (Kent Irén/Kent Westerberg) – 3:51
12. "The Way I Feel" (Kent Irén/Kent Westerberg) – 4:05
13. "Foolin' You for Love" (Kent Irén/Kent Westerberg) – 3:39